# Aachener Bausparkasse
Die Aachener Bausparkasse AG war eine private Bausparkasse mit Sitz in Aachen.

## Geschichte
Die Aachener Bausparkasse wurde 1926 als Reichssparverband für Eigenheime e.V. gegründet. Bereits zwei Jahre später erfolgte die Umbenennung in Zwecksparverband für Eigenheime e.V. Im Jahr 1932 erfolgte die Umwandlung der Rechtsform vom Eingetragenen Verein zur Aktiengesellschaft und folglich die Umfirmierung in Zwecksparverband für Eigenheime Aktiengesellschaft. Seit 1935 lautet der Name Aachener Bausparkasse AG. Im Oktober 2012 erfolgte die Fusion mit der HUK-Coburg-Bausparkasse AG. Die HUK-Coburg-Versicherungsgruppe war seither größter Einzelaktionär der Aachener Bausparkasse AG. Im Dezember 2018 wurde der Verkauf an die Wüstenrot Bausparkasse bekanntgegeben. Im Juni 2020 wurde das Unternehmen auf die Wüstenrot Bausparkasse verschmolzen.

## Anteilseigner
Das Unternehmen befindet sich seit dem 1. Januar 2020 im Besitz der Wüstenrot Bausparkasse.